# دائرة الطيران المدني (قبرص)
دائرة الطيران المدني (DCA)؛ (باليونانية: Τμήμα Πολιτικής Αεροπορίας)، (بالتركية: Sivil Havacılık Dairesi) هي وكالة تابعة لوزارة الاتصالات والأشغال. ويقع مكتبها الرئيسي في نيقوسيا عاصمة قبرص.
تأسست الوكالة عام 1955.